# Conclave de 1724

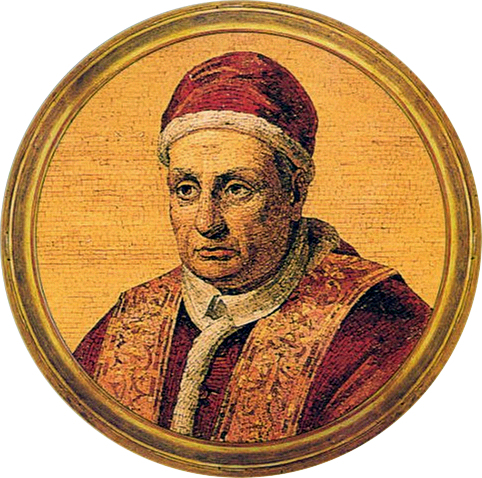
Benoît XIII

Blason des armes de Benoît XIII

Le conclave de 1724 est appelé après la mort le 7 mars 1724 du pape Innocent XIII après trois ans de papauté.
Le Sacré Collège se réunit en Italie du 20 mars au 29 mai 1724 et choisit le cardinal Pietro Francesco Orsini, 75 ans. Élu pape il choisit le nom de Benoît XIII.

## Déroulement du conclave
Comme Innocent XIII n'avait eu qu'un règne court, de trois ans seulement, et qu'il n'avait créé que trois cardinaux, le Sacré collège ressemblait beaucoup à celui qui l'avait élu en 1721. Pour lui succéder, on parlait de Francesco Pignatelli , grand favori, de Fabrizio Paolucci, de Lorenzo Corsini, de Sebastiano Antonio Tanara, de Benedetto Pamphilj, ou de Gianfrancesco Barbarigo et de Ulisse Giuseppe Gozzadini. Les partis opposaient les "impériaux" et le parti favorable aux jésuites (qu'on appelle au XVIIIe siècle zelanti).
Les votes commencèrent le 20 mars 1724 avec seulement 32 cardinaux. Fabrizio Paolucci, d'abord en tête, fit face à trop d'opposition pour avoir des chances d'être élu. En outre, l'empereur Charles VI pouvait user contre lui de l'exclusive comme en 1721. Le 20 avril Alessandro Albani proposa la candidature du cardinal jésuite Fabio degli Abati Olivieri, qui suscita la féroce opposition de nombreux cardinaux de la faction impériale, pour ses relations avec la France. Il avait aussi l'opposition de ceux qui ne voulaient pas d'un jésuite.
Le cardinal de la couronne d'Autriche Juan Álvaro Cienfuegos Villazón proposa alors la candidature du cardinal Giulio Piazza, en vain. À la fin du mois, on trouva un compromis autour du cardinal dominicain Pietro Francesco Orsini. Le 29, Orsini obtint 52 votes sur 54, choisissant le nom de Benoît XIII en l'honneur du pape Benoît XI, qui était le précédent pontife dominicain.